# Sinfonia n. 1 (Sibelius)
La Sinfonia n.1 op. 39 in mi minore è stata composta da Jean Sibelius nel 1898, all'età di trentatré anni. Una prima edizione, andata perduta, è stata eseguita per la prima volta il 26 aprile 1899 dall'Orchestra filarmonica di Helsinki, diretta dallo stesso compositore. La sinfonia ha subito diverse revisioni, e la prima della versione definitiva è stata eseguita a Berlino il 18 luglio 1900, sempre dall'Orchestra filarmonica di Helsinki, diretta da Robert Kajanus.

## Caratteristiche
La sinfonia si caratterizza per i soli degli archi e dei legni. Il primo movimento si apre con un lungo e discorsivo solo del clarinetto su un rullo dei timpani. I movimenti successivi presentano i soli del violino, della viola e del violoncello. Una esecuzione completa ha una durata media di 35-40 minuti. Molti direttori tendono ad eseguire la sinfonia più lentamente rispetto alle indicazioni metronomiche del compositore.
La struttura della sinfonia è concepita in maniera tradizionale, con la suddivisione in quattro movimenti, dei quali il primo e l'ultimo aperti dallo stesso tema introduttivo ma in contrasto (quello iniziale del clarinetto piano e meditativo, lo stesso tema all'inizio del quarto movimento con tutta l'orchestra e più affermativo).

### I. Andante ma non troppo, Allegro energico
Dopo il solo iniziale del clarinetto, la struttura della sonata è aperta da passaggio di ribattuti degli archi e da un graduale crescendo. Il primo tema è fermo e marcato, il secondo dei legni è basato su lunghe frasi melodiche. Lo sviluppo è abbastanza ricco, e genera contrasti risolti in modo potente. La ripresa è impetuosa e ricca di forza, e porta ad una breve e vigorosa coda.

### II. Andante (ma non troppo lento)
Nella classica forma-Lied A-B-A, inizia con un tema malinconico e dolce, che crea nella piccola elaborazione atmosfere tipicamente finlandesi, lacustri. La sezione centrale è più drammatica, con notevoli frizioni tonali, come se una tempesta fosse venuta a turbare la precedente atmosfera. La ripresa del tema iniziale è più stanca e ancora più malinconica.

### III. Scherzo (Allegro ma non troppo)
La complessa figurazione d'apertura è annunciata dal pizzicato degli archi e dai timpani, con un tema ritmico e spigoloso, e la spigolosità del soggetto è bilanciata da un secondo tema più fluido, abilmente incrociato. Il trio,  nel quale spiccano i corni, è più sereno ed è seguito dalla ripetizione dello scherzo e da una coda.

### IV. Finale (quasi una fantasia), Andante-Meno Andante-Allegro molto
Il quarto movimento inizia con una ripresa ciclica del tema del clarinetto (del primo movimento), riproposto fortissimo dagli archi col sostegno di tutta l'orchestra, quindi l'atmosfera si attenua. Dopo questa introduzione lenta scatta il vero finale, con un tema vigoroso e ritmico abilmente elaborato. Tutto si arresta e il secondo tema presenta una ampia melodia molto cantabile di stile più romantico. Terminata questa, riprende improvvisa l'elaborazione del ritmico primo tema, con notevoli passi orchestrali, che portano alla ripresa e alla sua potente affermazione. Nuovamente tutto si blocca e riappare l'episodio cantabile del secondo tema, ora molto più incisivo. Da qui nasce la coda conclusiva che, mantenendosi su modifiche del secondo tema, poco a poco porta ad un grande crescendo, che infine conclude in un progressivo diminuendo. La forma quindi del finale è Introduzione-A-B-C-A-B-Coda, e l'assenza di elaborazioni di passaggio fra le singole sezioni giustifica così la denominazione data dal compositore di "quasi una fantasia".

## Registrazioni celebri
- Prima registrazione in assoluto: London Symphony Orchestra, Robert Kajanus, HMV (maggio 1930)
- The Hallé Orchestra, Sir John Barbirolli,  EMI (dicembre 1966)
- Berliner Philharmoniker, Herbert von Karajan, EMI (2 gennaio 1981)
- Orchestra filarmonica di Oslo, Mariss Jansons, EMI (settembre 1990)
- Wiener Philharmoniker, Lorin Maazel, Decca (11 febbraio 1992)
- London Symphony Orchestra, Sir Colin Davis, BMG (1994)